# Reiko Rölz

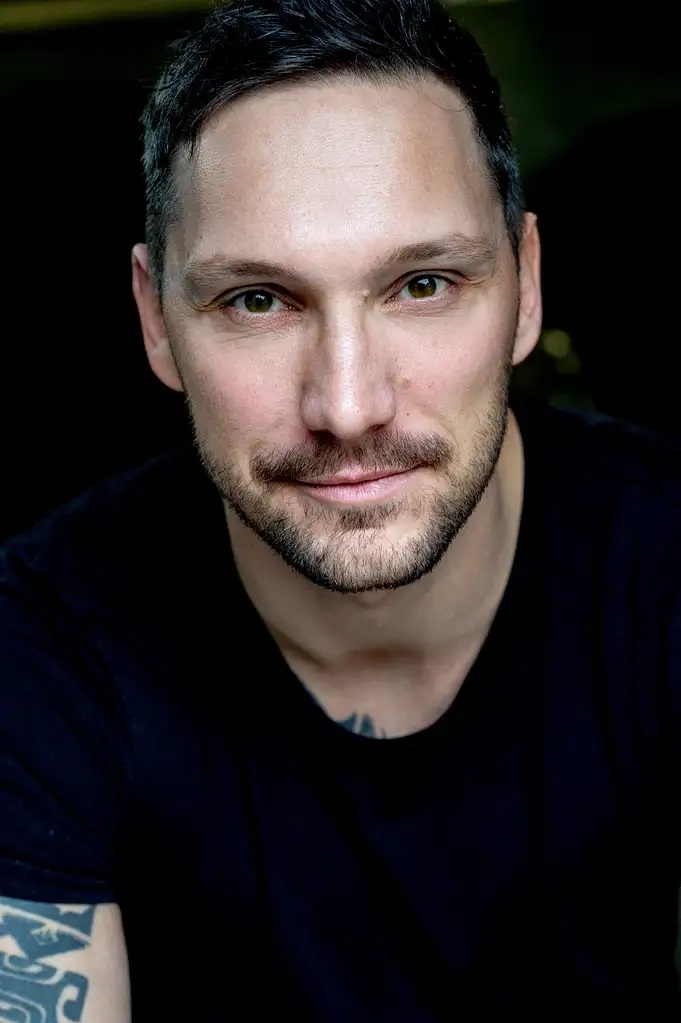
Reiko Rölz (2022)

Reiko Rölz (* 24. August 1987 in Räckelwitz) ist ein deutscher Theaterschauspieler und Kampfchoreograf. Bekannt wurde er durch sein Mitwirken bei den Vineta-Festspielen auf Usedom. Seit 2007 spielt und/oder choreografiert er für die Vorpommersche Landesbühne.

## Leben
Rölz spielte seine erste Rolle im Alter von 14 Jahren unter der Regie von Herbert Graedtke auf der Naturbühne Reichenau, wo es ihn bis zu seinem 18. Lebensjahr hielt. Von da aus ging er an die Theaterakademie Vorpommern, um eine vierjährige Ausbildung zum staatlich anerkannten Schauspieler zu absolvieren. Während der Ausbildung legte er besonderes Augenmerk auf die Weiterentwicklung im Bereich Bühnenkampf und -fechten und war zwei Jahre lang Assistent des Bühnenkampf-Dozenten Tibor Oltyan. Innerhalb der vier Jahre stand er in mehreren Rollen auf der Bühne.
Nach dem Abschluss arbeitete er drei Jahre selbstständig als Mediaberater für die Ostsee-Zeitung und zog für knapp zwei Jahre nach Berlin, um dort als Model und freischaffender Darsteller tätig zu sein. Während dieser Zeit begann er die Bühnenkämpfe für die Vineta-Festspiele zu choreografieren. 2015 zog er wieder nach Usedom und wurde fester Bestandteil des Ensembles der Vorpommerschen Landesbühne, dem er bis heute angehört.
Erste Aufmerksamkeit erlangte er in der Rolle des Pluto im Stück Der Geldgott von Peter Hacks unter der Regie von Jürgen Kern und als Pedro Jaquéras im Stück Die Gewehre der Frau Carrar von Bertolt Brecht unter der Leitung von Wolfgang Bordel.
2018 stand er als Boxer im Stück Farm der Tiere unter der Regie von Oliver Trautwein und als Jachmann in Kleiner Mann – was nun?, Regie Jürgen Kern, auf der Bühne. Des Weiteren gab er den Major Crampas in Effi Briest unter der Leitung von Marco Bahr, ehemaliger Schauspieler und Regisseur der Störtebeker Festspiele. Von 2007 bis 2018 war er als Hauptdarsteller in den Vineta-Festspielen zu sehen; seit Sommer 2019 hat er die Hauptrolle der Sommerproduktion an der Barther Boddenbühne inne. Seine bisher größte Rolle verkörperte er als Fiesco von Lavagna, ebenfalls unter der Regie von Oliver Trautwein.
Rölz stand in Stücken der Vorpommerschen Landesbühne in Zinnowitz, Anklam, Barth, in Neubrandenburg und Neustrelitz oder dem Mecklenburgischen Staatstheater Schwerin auf der Bühne.

## Rollen (Auswahl)
- 2022: Die Verschwörung des Fiesco zu Genua von Friedrich Schiller, Rolle: Fiesco, Regie: Oliver Trautwein, Vorpommersche Landesbühne
- 2019: Effi Briest von Theodor Fontane, Rolle: Major Crampas, Regie: Marco Bahr; Vorpommersche Landesbühne
- 2018: Kleiner Mann – was nun? von Hans Fallada, Rollen: Jachmann, Schlüter, Regie: Jürgen Kern; Vorpommersche Landesbühne
- 2018: Die Mausefalle von Agatha Christie, Rolle: Giles Ralston, Regie: Martin Schneider; Vorpommersche Landesbühne
- 2018: Farm der Tiere von George Orwell, Rolle: Boxer, Regie: Oliver Trautwein, Vorpommersche Landesbühne
- 2017: Die Olsenbande – Der große Theatercoup 2 von Henning Bahs und Erik Balling, Rolle: Benny Frandsen, Regie: Wolfgang Bordel; Vorpommerscher Landesbühne
- 2016: Macbeth von William Shakespeare, Rolle: Banquo, Regie: Wolfgang Bordel; Vorpommersche Landesbühne
- 2016: Die Gewehre der Frau Carrar von Bertolt Brecht, Rolle: Pedro Jaquéras, Regie: Wolfgang Bordel; Vorpommersche Landesbühne
- 2015: Babytalk Musical – 2 Mann Stück, Rolle: Robert, Regie: Birgit Lenz; Vorpommersche Landesbühne
- 2015: Das Dschungelbuch von Rudyard Kipling, Rollen: Shere Khan, King Lui, Regie: Birgit Lenz; Vorpommersche Landesbühne
- 2010: Der Geldgott von Peter Hacks, Rolle: Pluto der Geldgott, Regie: Jürgen Kern; Vorpommersche Landesbühne
- 2009: Nackt! das Rock Musical - Uraufführung von Christian von Götz nach Arthur Schnitzlers Reigen. Rolle: Sohn, Regie: Christian von Götz, Musik: Brandon Ethridge; Musical Theater Bremen
- 2007: Clavigo von J.W. von Goethe, Rolle: Clavigo, Regie: Jürgen Zartmann; Vorpommersche Landesbühne
- 2007: König Lear von William Shakespeare, Rolle: Edmund, Regie: Wolfgang Bordel; Vorpommerscher Landesbühne
- 2006: Das Dschungelbuch von Rudyard Kipling, Rolle: Bagheera, Regie: Herbert Graedtke; Naturbühne Reichenau
- 2006: Das Gespenst von Canterville von Oscar Wilde, Rolle: Mr. Umney, Regie: Wolfgang Bordel; Vorpommersche Landesbühne

Freilicht-Theater
- 2007–2018: Vineta-Festspiele von Wolfgang Bordel, Rollen: diverse Hauptrollen, Regie: Wolfgang Bordel; Vorpommersche Landesbühne
- 2019–2023: Die Wikinger kommen von Vorpommersche Landesbühne, Hauptrolle: Ari, Jarl von Haithabu, Regie: Vorpommersche Landesbühne

## Model (Auswahl)
- 2014: Baltic Fashion Award, Leitung: Andrej Subarew und Andrea Rometsch
- 2014: Mercedes Benz Fashion Week, Model für Balagans